# Phalacrichus sublimus
Phalacrichus sublimus är en skalbaggsart som beskrevs av Wooldridge 1993. Phalacrichus sublimus ingår i släktet Phalacrichus och familjen lerstrandbaggar. Inga underarter finns listade i Catalogue of Life.